# Шнейдер, Ларри (политик)
Ларри Шнейдер (англ. Larry Schneider; род. 23 марта 1938, Реджайна, Саскачеван) — канадский журналист и политик. Мэр Реджайны в 1979—1988 годах, депутат Палаты общин Канады от Прогрессивно-консервативной партии в 1988—1993 годах. Как член правительственного кабинета Ким Кэмпбелл в 1993 году занимал пост министра диверсификации экономики Запада, министра, ответственного за корпорацию Canada Post, и министра, ответственного за Саскачеван.

## Биография
Родился в 1938 году в Реджайне. Работал на телеканале CKCK-TV, где вёл раздел новостей сельского хозяйства. На выборах мэра Реджайны 1979 года Шнейдер, новичок в политике, неожиданно опередил Генри Бейкера, занимавшего пост мэра бо́льшую часть предыдущих двух десятилетий. Оставался в должности мэра до 1988 года, когда ушёл в отставку, чтобы участвовать от Прогрессивно-консервативной партии в выборах в Палату общин Канады от округа Реджайна-Уаскана. Этот шаг привёл тому, что в Реджайне впервые появилась женщина-мэр — Дорин Гамильтон, занимавшая этот пост до очередных выборов.
Победив на выборах в Палату общин, занимал депутатский пост с 1988 по 1993 года. В парламенте возглавлял постоянную комиссию по делам аборигенов, был вице-председателем подкомиссии по иммиграции. В июне 1993 года вошёл в действовавший непродолжительное время правительственный кабинет Ким Кэмпбелл. Занимал в правительстве посты министра диверсификации экономики Запада, министра, ответственного за государственную корпорацию Canada Post, и ответственного министра по делам Саскачевана. На выборах 1993 года не был переизбран в парламент, проиграв кандидату от либералов Ральфу Гудэйлу.
В дальнейшем избирался генеральным менеджером Ассоциации производителей рабочего оборудования Прерий (1995) и председателем совета директоров Международного аэропорта Реджайны (2006).